# Посол сеймовый
Посол сеймовый  (бел. Пасол соймавы) — представитель шляхты от повета на сейме Великого Княжества Литовского, а позже Речи Посполитой. От каждого повета избирались два посла, однако не запрещалось и прочей шляхте ездить на сейм. Обязанности послов были подробно описаны в Втором Статуте Великого Княжества Литовского (1566).
При образовании Речи Посполитой послы вошли в нижнюю палату сейма — Посольскую избу.
С 1690 году было законодательно оформлено право каждого посла на сейме и каждого шляхтича на сеймиках свободно обсуждать какие-либо вопросы.